# Estadio Revolución (Irapuato)
El Estadio Revolución fue un estadio de México, ahora demolido, que se ubicaba en la Ciudad de Irapuato, Estado de Guanajuato. Fue la casa del Irapuato FC hasta 1969.

## Historia
Es considerado el primer estadio construido totalmente con hormigón, aunque el primer estadio de este material en México fue el ya desaparecido Estadio Nacional, que se ubicaba en la Ciudad de México. Sin embargo, este último fue destruido al poco tiempo, debido a que su deficiente cálculo estructural no permitía concentrar grandes cantidades de público. En consecuencia, aunque el Estadio Revolución fue el segundo estadio edificado con este material, es considerado como el más antiguo de los estadios de construcción moderna en México.
El estadio formaba parte de un complejo deportivo que también incluía la aun existente Plaza de Toros, además de un Frontón y una Alberca Olímpica. Su construcción comenzó en 1937 y fue inaugurado el 12 de febrero de 1942. El primer partido enfrentó a la Selección Guanajuato contra el club argentino San Lorenzo de Almagro, quese impuso por un contundente 12 a 0.

## Localización
Se encontraba ubicado en lo que fuera el antiguo vivero Revolución, a un costado del  estadio Sergio León Chávez, en el municipio de Irapuato, Gto..

## Demolición
En la madrugada del 13 de julio de 2010, tras una fuerte tormenta que azotó a la ciudad y la falta de mantenimiento por parte del municipio, se cayó parte de la estructura del techo de la grada del lado de la calle Grillito Cantor, lo cual propició que se tomara la decisión de demoler todo el estadio, más tarde se había dicho que la cancha y la pista de atletismo se conservaría. Sin embargo, dos años después la cancha se convirtió en un estacionamiento subterráneo, que actualmente forma parte del nuevo parque de convivencia "Irekua" (La Casa de las Familias)